# Run de Strathclyde
Run de Strathclyde.  Roi des Bretons de Strathclyde  après 872  avant  878.

## Origine
Dans la généalogie des rois de Strathclyde ou d’Ath Clut du manuscrit Harleian MS 3859 , Run map Artghal est désigné comme le fils de Artghal de Strathclyde. Run est le dernier roi des Bretons du nord qui apparaît dans la généalogie précitée qui de ce fait peut être considérée comme la sienne

## Règne
Run devint vraisemblablement roi après la mort de son père Artghal tué en 872 à l’instigation de Constantin mac Kenneth. La mort de Run ne fait pas l’objet d entrée dans les Annales irlandaises.
Selon la « Chronique des Rois d'Alba » qui fait suite à la « Chronique Picte »   Run avait épousé une fille de Kenneth mac Alpin. Le fils né de cette union Eochaid considéré  comme le fils  de « Run regis Britannorum » fut en 878 un prétendant à la royauté après la mort de son oncle Aed mac Kenneth. Il régna onze ans conjointement avec Girg mac Dungal jusqu’à leur expulsion lors de l’avènement de Domnall mac Constantin.

## Sources
- (en) Alan MacQuarrie,  The Kings of Strathclyde 400-1018 dans Medieval Scotland: Crown Lorship and Community, Essay Ouvrage collectif présenté par G.W.S Barrow. Pages de 1 à 19 & Table page 6 Edinburgh University Press (1998)  (ISBN 0-7486-1110-X).
- (en) Alfred P. Smyth Warlords and Holy Men, Scotland AD 80~1000 Edinburgh University Press (1984)  (ISBN 0-7486-0100-7). Table 2 page 64
- (en) Peter Bartrum, A Welsh classical dictionary: people in history and legend up to about A.D. 1000, Aberystwyth, National Library of Wales, 1993 (ISBN 9780907158738), p. 642 RHUN ap ARTHGAL, king of Strathclyde. (830)